# Novo Planalto
| \| Novo Planalto \|                       |
| Lage der Ortschaft Novo Planalto in Goiás |
| Novo Planalto                             |

| Novo Planalto |

Novo Planalto ist eine brasilianische politische Gemeinde im Bundesstaat Goiás in der Mesoregion Nordwest-Goiás und in der Mikroregion São Miguel do Araguaia. Sie liegt nordwestlich der brasilianischen Hauptstadt Brasília und von Goiânia, der Hauptstadt des Bundesstaates.

## Geographische Lage
Das Territorium von Novo Planalto grenzt
- im Norden an die Gemeinde Araguaçu im Bundesstaat Tocantins
- im Osten an Porangatu
- im Süden an Bonópolis
- im Westen an São Miguel do Araguaia